# Opel Adam
Opel Adam — модель німецького автовиробника Opel, що за класо-розміром належить до міських автомобілів (за німецькою класифікацією «мікро-автомобіль»). Перший показ приурочений до 150-річного ювілею заснування фірми Opel відбувся в вересні 2012 році, на Паризькому автосалоні. Серійний випуск та продаж почався в січні 2013 року. У Великій Британії Adam випускається та продається під маркою Vauxhall. Назву автомобіль отримав на честь засновника компанії Адама Опеля.

## Поява

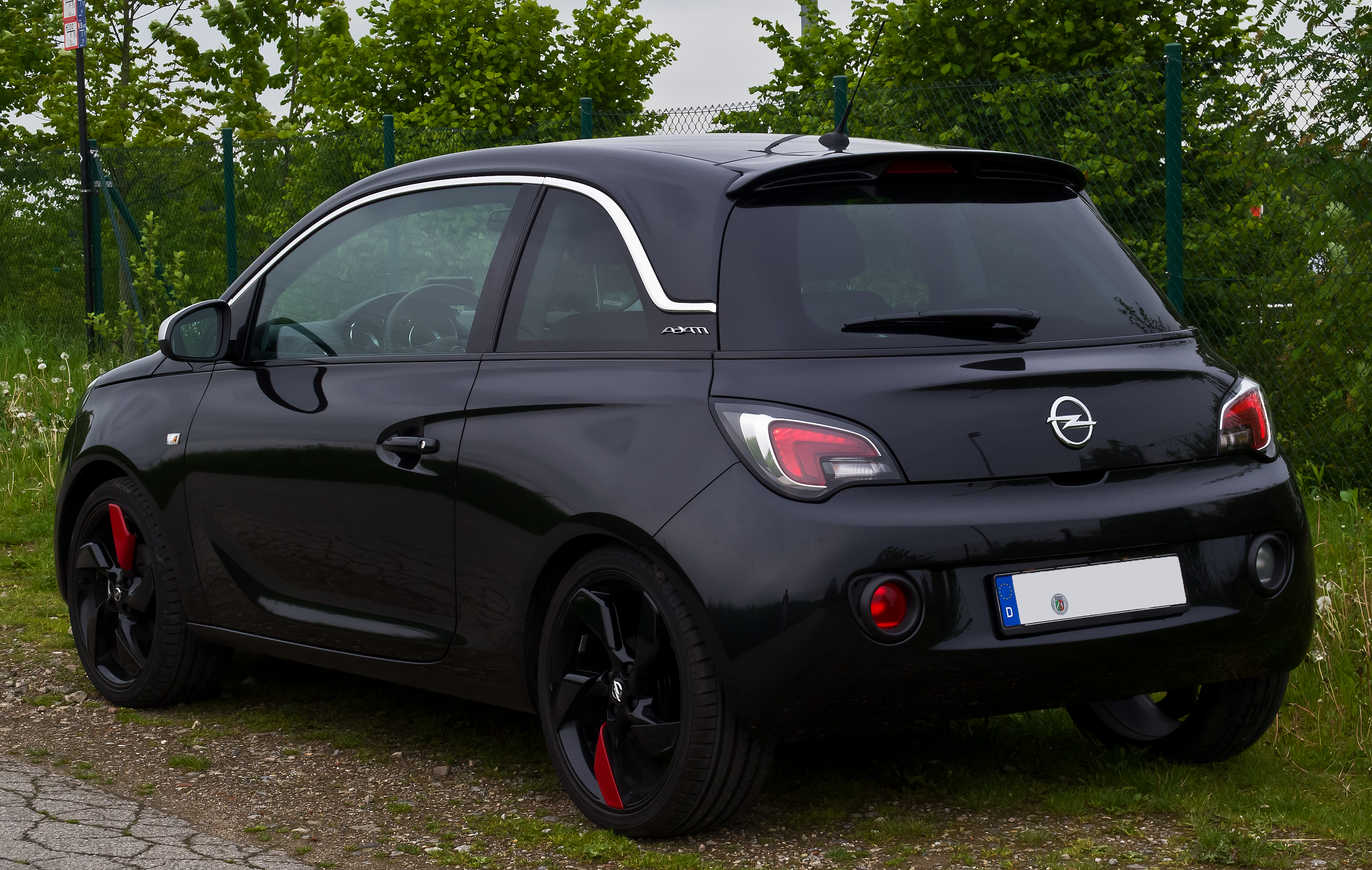
Opel Adam

Перша інформація про появу автомобіля виявилася в мережі ще в липні 2011 року, причому тоді можлива назва автомобіля було Junior або Allegra, однак ближче до релізу, у квітні 2012 року, Opel повідомили, що новий міський автомобіль назвуть Adam. Шпигунські фото автомобіля з'явилися в травні цього ж року. Остаточні фотографії поширилися в липні 2012-го. Крім того, в майбутньому можлива поява п'ятидверної версії автомобіля, а також електричної версії.

## Оснащення
Adam будуть оснащувати новими двигунами від General Motors серії Small Gas Engine. Першими агрегатами стануть 1,2 і 1,4-літрові двигуни, а потім з'явиться 1,0-літровий 3-циліндровий економічний двигун, який буде поглинати всього 3,5 літра палива на 100 кілометрів і "викидати" при цьому 100 грам шкідливих викидів на кілометр. Базуватися Adam буде на укороченій платформі наступного покоління Opel Corsa - Opel Corsa E, яка ґрунтуватиметься на платформі GM Gamma II.

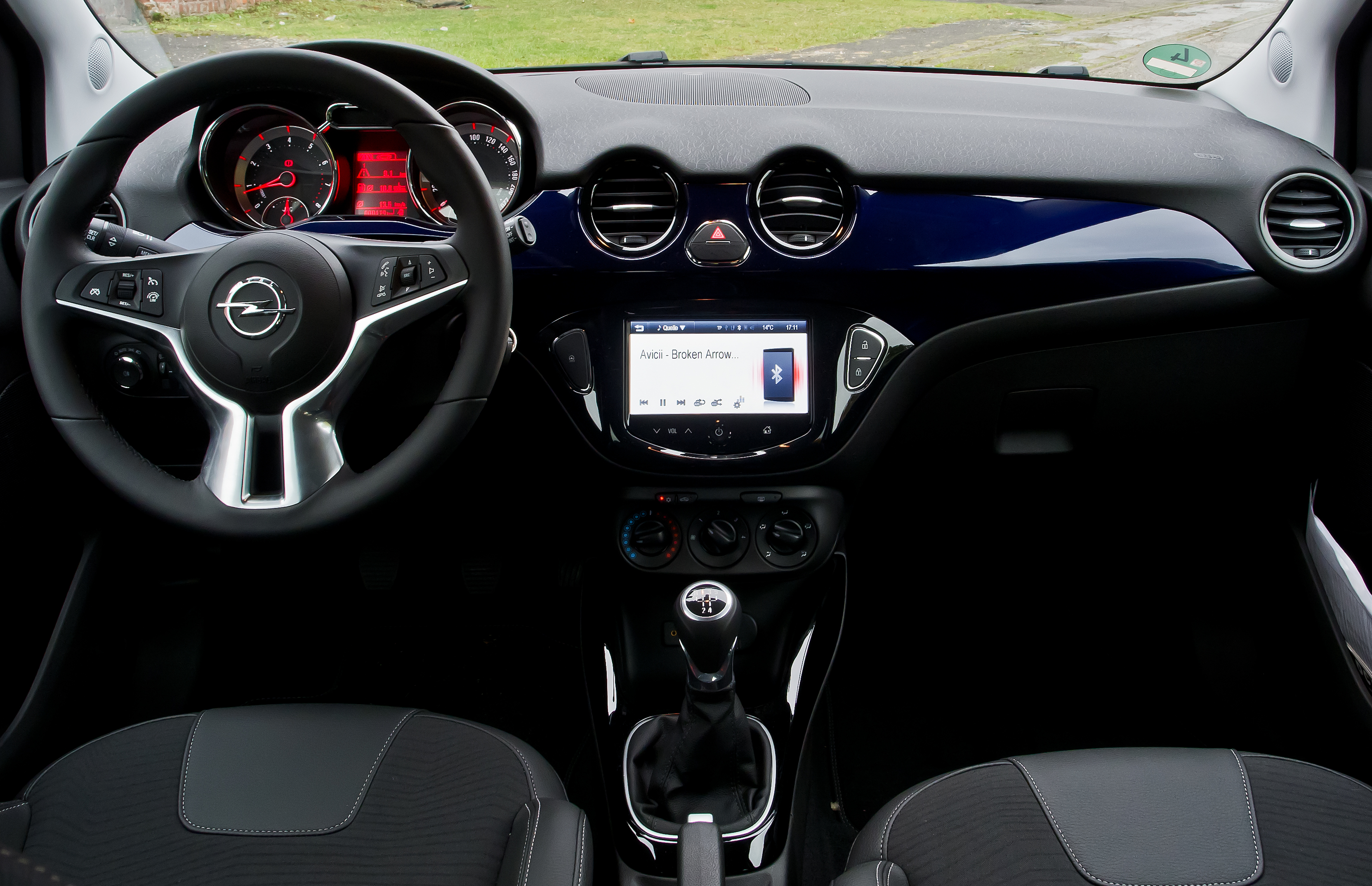
Opel Adam interior

Крім того, автомобіль оснащуватимуть 7-дюймовим дисплеєм, підігрівом керма, шістьма подушками безпеки, системою автоматичного паркування та стеження за сліпими зонами, системою стабілізації, системою старт/стоп, кондиціонером, а також 16-дюймовими колісними дисками. Передньою підвіскою будуть стійки Макферсон, задня - балка, що скручується. Головною особливістю Adam стане окремий дах, пофарбований в інший колір, щоб контрастувати з кузовом.

Виробляти Adam почнуть на заводі в Айзенасі, Німеччина в кінці 2012 року. Будуть доступні 3 комплектації - Jam, Glam та Slam.

## Adam S

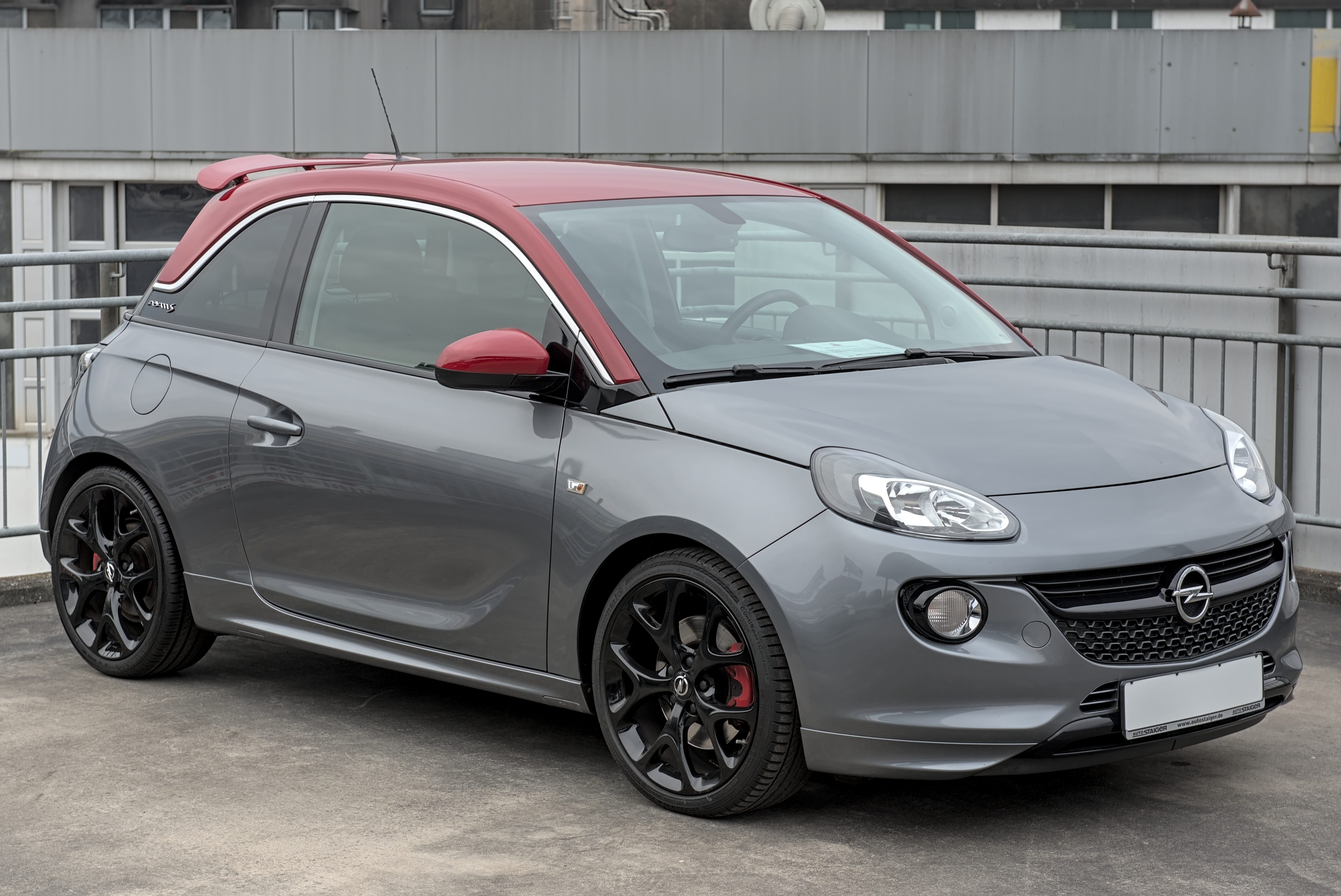
Opel Adam S

Представлений осінню 2014 року в Парижі, заряджений хетчбек Opel Adam S, майже нічим не різниться від концепту представленого весною того ж року в Женеві. Продажі стартують на початку 2015 року, а прийом заявок в Європі розпочався в грудні 2014.
Від звичайної Opel Adam, "S" різниться більш аеродинамічним обвісом с модернізованим переднім бампером і іншими накладками порогів. Крім того, Opel Adam S отримав червоний дах, на хвості якого встановили спойлер і активну антену "акулячий плавник", а також спортивні колісні диски, за якими встановлені червоні гальмівні супорти.

В салоні з'явився вибір з 4-х варіантів передніх крісел, в тому числі спортивні Recaro з двома варіантами шкіряної оббивки, на підлозі застелені інші килимки, а на центральній консолі розташувався 7-дюймовий сенсорний дисплей мультимедійної системи IntelliLink, що отримала функцію голосового управління Siri Eyes Free.

### Технічні характеристики
У рух Opel Adam S приводить 4-циліндровий бензиновий двигун рядної компоновки з робочим об'ємом 1,4 літра, 16-клапанним ГРМ, системою зміни фаз газорозподілу і турбонаддувом. Максимальна потужність мотора становить 150 к.с., а пік його крутного моменту доводиться на позначку 220 Нм.
Агрегується двигун Opel Adam S з 6-ступінчастою «механікою», завдяки якій заряджений хетчбек зможе розганятися до 200 км/год максимальної швидкості, витрачаючи при цьому не більше 8,5 секунди від 0 до 100 км/год.
Вже в базі мотор забезпечується системою «Старт / Стоп», а його середня витрата палива в змішаному циклі не перевищує 6,4 літра. З погляду екології Opel Adam S також хороший - двигун цілком відповідає вимогами стандарту Євро-6.
Спортивний компакт Opel Adam S побудований на базі «цивільної» версії хетчбека, але отримав переналаштовану в спортивному дусі підвіску (спереду - МакФерсон, ззаду - торсіонна балка) і занижений кліренс, який і без того становив усього 125 мм. Крім того, хот-хетч обзавівся посиленими дисковими гальмами на всіх колесах, а також перенастроєним електропідсилювачем керма.

## Adam R2

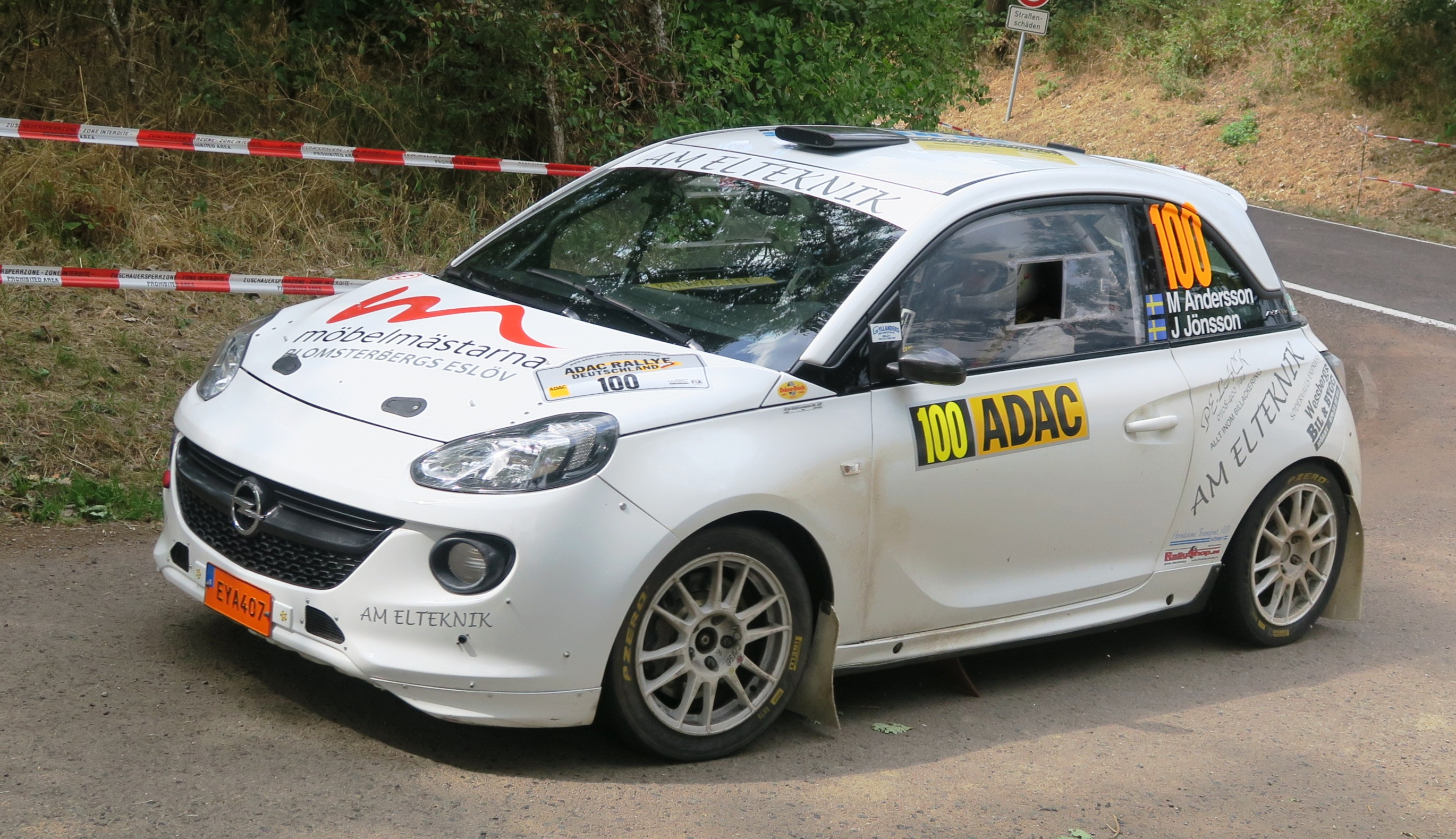
Opel Adam R2

Opel представив Adam R2 для ралійного регламенту FIA R2 на Женевському автосалоні 2013 року у Швейцарії. Він значною мірою базується на Adam Cup. Adam R2 оснащений 1,6-літровим атмосферним двигуном потужністю 182 к.с. (136 кВт) та крутним моментом 190 Нм. Три автомобілі були заявлені на участь у Чемпіонаті Європи з ралі 2015 року,

## Нагороди
У квітні 2013 року Opel Adam отримав нагороду Red Dot Car Design Award.  У листопаді 2012 року читачі Auto Zeitung у Німеччині проголосували за Opel Adam як за міський автомобіль номер один.  На 38-й церемонії вручення нагороди Readers' Choice Award галузевого журналу Auto Motor und Sport автомобіль переміг у категорії міні-автомобілів, отримавши 24,2% голосів, випередивши Volkswagen Up (23,9%) та Mini (16,6%). 